# Гаврань
Гаврань (словац. Havran, нем. Rabstein, Rabenstein) — самая высокая гора Бельянских Татр (2152,5 м), расположенная в северо-западной части главного хребта. Гора закрыта для посещений, так как находится на территории национального заповедника.